# Conspiracy of One
Conspiracy of One is het zesde studioalbum van de Amerikaanse punkrockband The Offspring, uitgebracht op 14 november 2000 door Columbia Records. Rond de tijd van de release bracht de band naar buiten achter peer-to-peer delen van hun muziek te staan, en dat dit de verkoop niet zou schaden. Oorspronkelijk zou het album eerst uitgebracht worden op de website van de band, maar nadat Columbia Records dreigde een rechtszaak aan te spannen hierover werd het album alsnog als fysieke cd uitgebracht. Conspiracy of One is het laatste album met drummer Ron Welty, die begin 2003 uit de band werd gezet.

## Achtergrond en opname
The Offspring bracht een groot deel van 1999 op tournee door om het Americana-album te promoten. Ze waren ook te zien op Woodstock '99, waar hun optreden live werd uitgezonden op pay-per-view televisie. Na een tijdje rust kwamen de leden begin 2000 weer bij elkaar om aan nieuw materiaal te werken, waarvan negen nummers zich op dat moment in de demofase bevonden. De opnamesessies voor het album begonnen in juni 2000. Voor de opname van het album schakelde de band Brendan O'Brien in als producer. De opnames vonden plaats over een periode van twee maanden in NRG-studio's in North Hollywood, Californië.

## Ontvangst
Conspiracy of One werd uitgebracht op 14 november 2000 en piekte op nummer 9 op de Amerikaanse Billboard 200-albumlijst. Vijf weken na de release haalde het album goud en platina. In Canada werden in de eerste week 25.231 exemplaren verkocht en debuteerde het op #4 op de Canadian Albums Chart. In februari 2007 kreeg Conspiracy of One twee keer platina door CRIA in Canada.

## Nummers
| No. | Titel                     | Looptijd |
| --- | ------------------------- | -------- |
| 1.  | "Intro"                   | 0:06     |
| 2.  | "Come Out Swinging"       | 2:47     |
| 3.  | "Original Prankster"      | 3:42     |
| 4.  | "Want You Bad"            | 3:23     |
| 5.  | "Million Miles Away"      | 3:40     |
| 6.  | "Dammit, I Changed Again" | 2:49     |
| 7.  | "Living In Chaos"         | 3:28     |
| 8.  | "Special Delivery"        | 3:00     |
| 9.  | "One Fine Day"            | 2:45     |
| 10. | "All Along"               | 1:39     |
| 11. | "Denial, Revisited"       | 4:33     |
| 12. | "Vultures"                | 3:35     |
| 13. | "Conspiracy Of One"       | 2:17     |

| No.              | Titel            | Looptijd |
| ---------------- | ---------------- | -------- |
| 14.              | "Huck It"        | 2:38     |
| Totale looptijd: | Totale looptijd: | 40:22    |

## Betrokkenen

### The Offspring
- Dexter Holland - zang, slaggitaar
- Noodles - leadgitaar, achtergrondzang
- Greg K. - basgitaar, achtergrondzang
- Ron Welty - drums

### Aanvullende zangers
- Redman - aanvullende zang op "Original Prankster"
- Higgins X-13 - achtergrondzang